# Darrehschahr (Verwaltungsbezirk)
Darrehschahr (persisch شهرستان دره‌شهر) ist ein Schahrestan in der Provinz Ilam im Iran. Er enthält die Stadt Darrehschahr, welche die Hauptstadt des Verwaltungsbezirks ist.

## Kreise
- Zentral (بخش مرکزی)
- Madschin (بخش ماژین)

## Demografie
Bei der Volkszählung 2016 betrug die Einwohnerzahl des Schahrestan 43.708. Die Alphabetisierung lag bei 84 Prozent der Bevölkerung. Knapp 54 Prozent der Bevölkerung lebten in urbanen Regionen.
| Zensusjahr | Einwohnerzahl |
| ---------- | ------------- |
| 2011       | 43.455        |
| 2016       | 43.708        |